# Сардински рис
Сардински рис (Lynx lynx sardiniae) е изчезнал подвид на Евроазиатския рис обитавал земите на италианския остров Сардиния.
През 1908 г. Паскуале Мола описва рис от Нуоро (Сардиния), както Lynx sardiniae. Дължината на описаната котка е около 1 m, височина 35 cm и опашка от 33 cm. Имат ясно изразени мустаци по муцуната и пискюли по ушите. Гърбът е предимно рижав с една тъмна лента по дължината му. Отстрани са червеникаво-сиви. Главата, врата, рамената и хълбоците са с рижаво-кафяви или сивкаво кафяви петна. Краката били с напречни ивици, а опашката е с черен връх и три черни пръстена по дължината си. По долната и вътрешната повърхност на краката са мръсно бели с червеникав оттенък.